# Acropolitis excelsa
Espèce
Acropolitis excelsa est un insecte lépidoptère de la famille des Tortricidae vivant en Australie.